# Matthieu Dubus

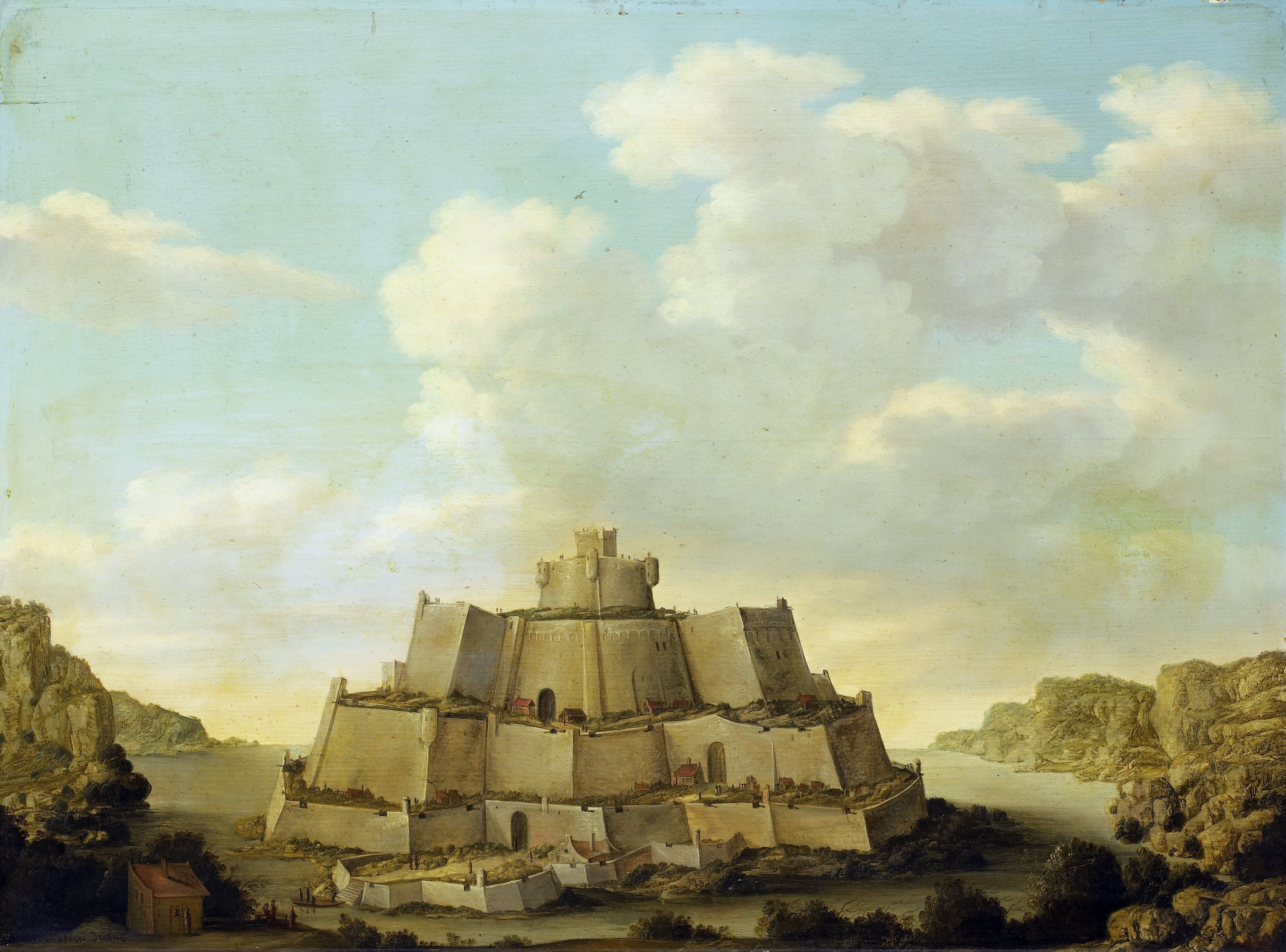
Un fort

Matthieu Dubus  (Flandres, peut-être Ypres, vers 1590 ; La Haye, entre le 11 juin 1665 et le 30 mai 1666) est un peintre décoratif et paysagiste d'origine flamande, actif à La Haye, dans les Provinces-Unies. Il a peint des paysages fantastiques rocheux, avec des contrastes saisissants de lumière et d'obscurité, d'apparence très moderne.

## Biographie
Matthieu Dubus est né en Flandre, peut-être à Ypres. On ne sait rien de la façon dont il s'est retrouvé en République néerlandaise, ni avec qui il s'est formé. La première mention connue de Matthieu Dubus est l'enregistrement en 1622 de son mariage avec Margrieta Pannar à La Haye. Ce document indique qu'il est né dans le sud de la Flandre et qu'il est peintre de profession. Un document de 1644 indique qu'il avait alors environ 54 ans, ce qui permet de situer l’année de sa naissance vers 1590.

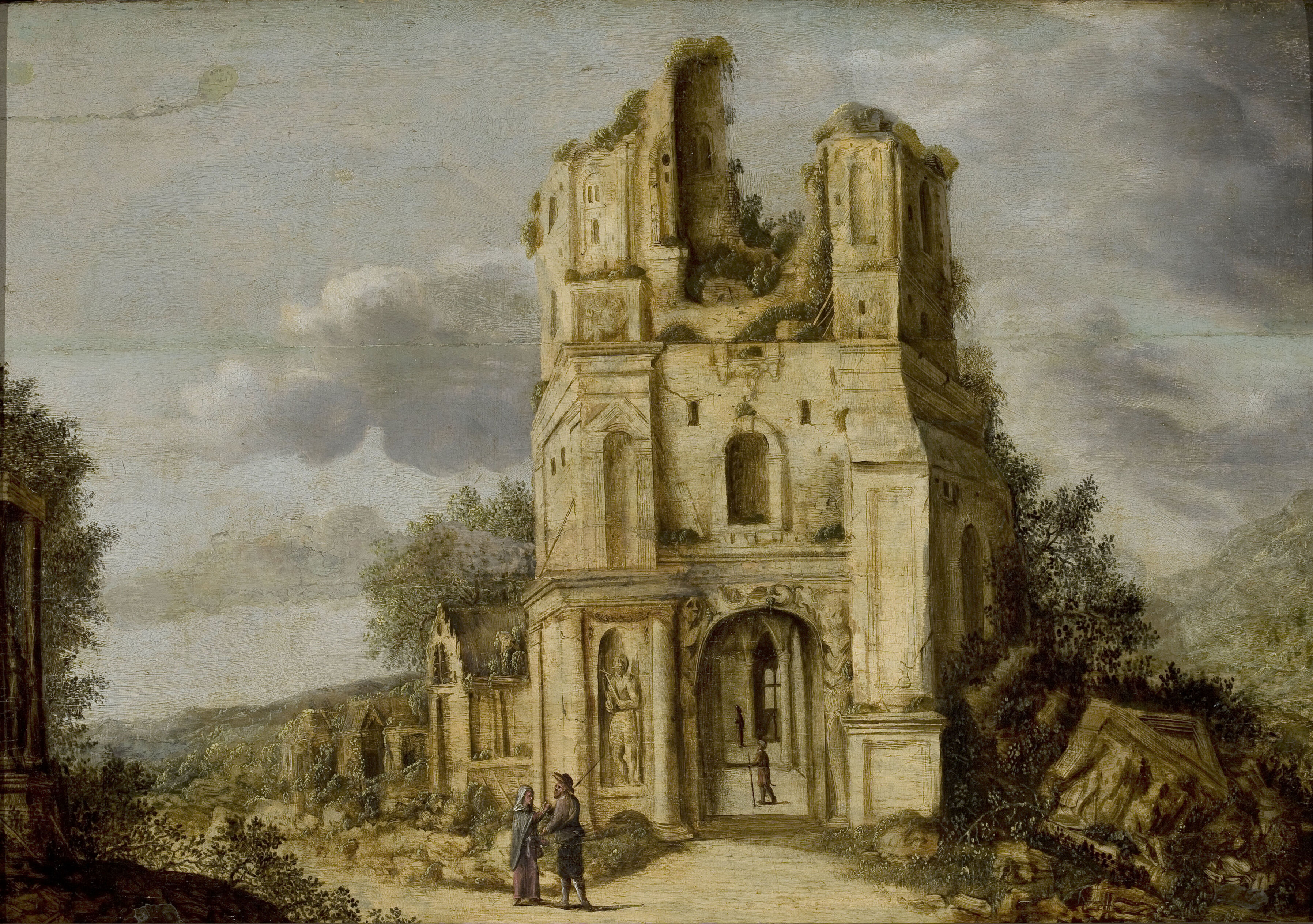
Ruines d'une église

Où et avec qui il s'est formé restent inconnus. En 1626, il est mentionné comme peintre du stadhouder hollandais, le prince d'Orange. Il travaille comme peintre décorateur dans les palais du stadhouder à La Haye. Il effectue notamment des travaux au plafond de la grande salle du palais Noordeinde, qu'il embellit avec des oiseaux, dans les galeries de la Huis ter Nieuburg à Rijswijk et au château de Buren, où il ajoute des feuillages à la feuille d'or. Il travaille pendant plus de vingt ans comme peintre décorateur au service de la cour du stadhouder. 
Il est également actif en tant qu'artiste indépendant et devient en 1635 membre de la Guilde de Saint-Luc de La Haye. Il vit à la Veerkade à La Haye. L'artiste s'est marié trois fois. Sa fille Cornelia se marie le 26 juillet 1665 avec le peintre anversois Jan Baptist Tijssens l'Ancien, qui a notamment travaillé à La Haye. Une autre fille, Maria, épouse le peintre décoratif Bartholomeus van Winden tandis qu'une troisième fille épouse le frère de Bartholomeus, le peintre Gerardt van Winden,.

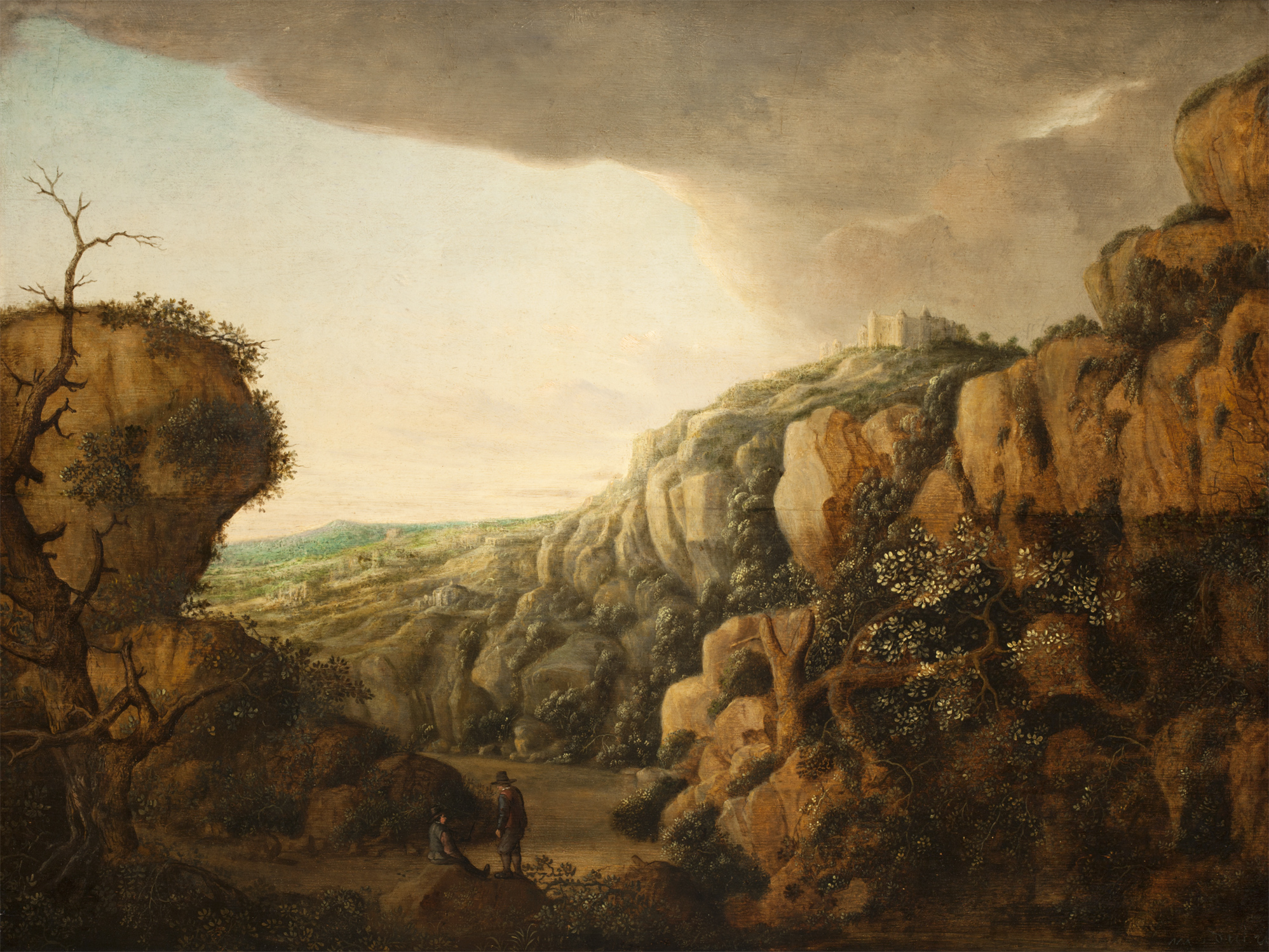
Paysage montagneux

Mathieu Dubus est peut-être le père ou le frère aîné de Johan Baptist Dubus, un peintre travaillant à La Haye en 1664.
La date et le lieu du décès de Mathieu Dubus ne sont pas connus, mais on pense qu'il décède à La Haye. La date de son décès est placée entre le 11 juin 1665, dernière mention de lui vivant, et le 30 mai 1666 où il est enregistré comme décédé.

## Œuvre
On connaît peu d’œuvres de Matthieu Dubus. Il a peint des paysages fantastiques dans le style italien, représentant généralement des rochers accidentés. Ses compositions sont égayées par de vifs contrastes de lumière et d'obscurité. Le style de ses peintures diffère de celui des paysagistes contemporains et rappelle les œuvres du style réalisme magique. Il semble avoir été influencé par le peintre paysagiste contemporain Hercules Seghers, dont des œuvres faisaient partie de la collection du stathouder où Dubus les aurait vues.
Dubus aurait utilisé la pierre comme support pour certaines de ses peintures.

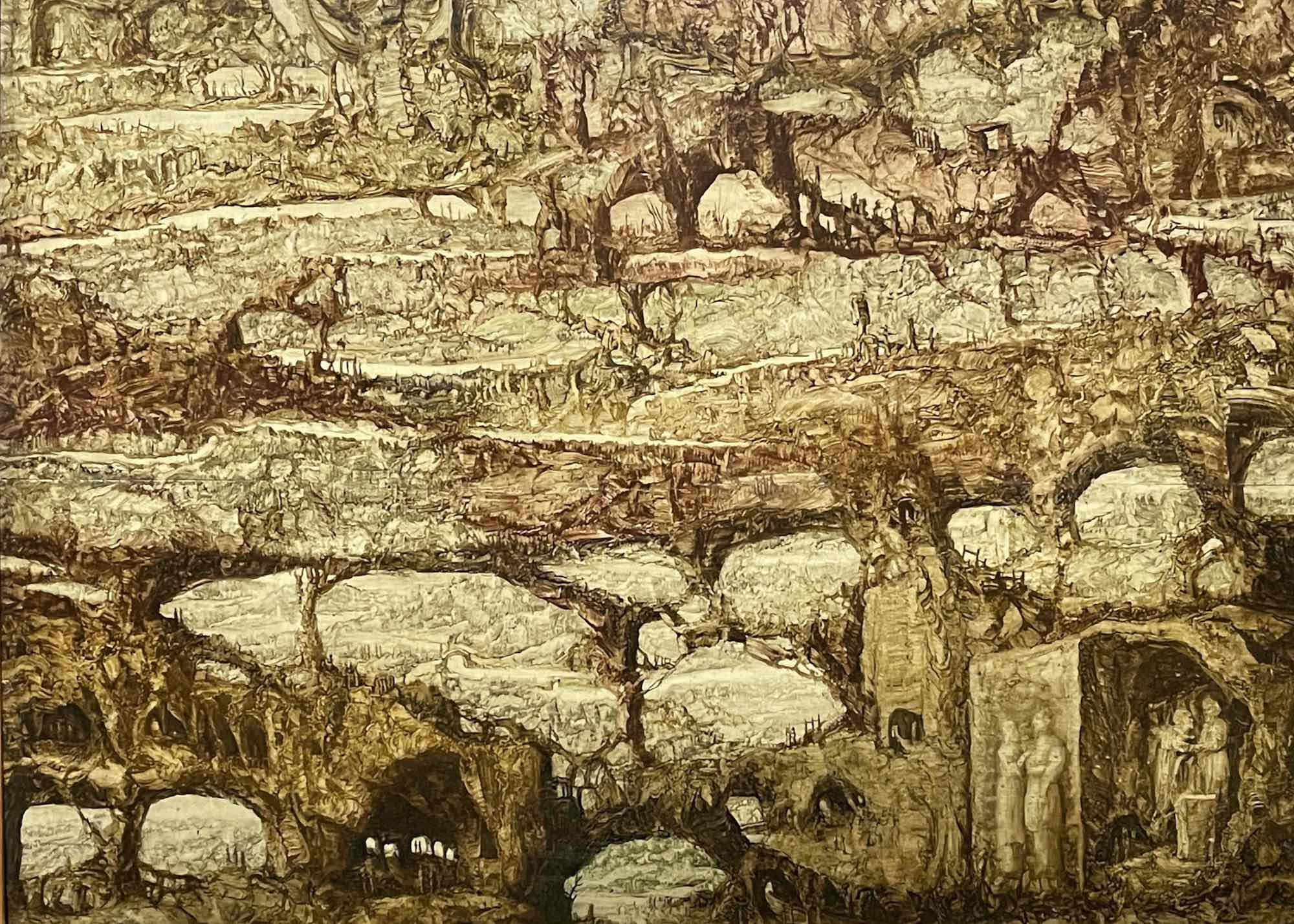
Destruction de Sodome et Gomorrhe.

Dans La Destruction de Sodome et Gomorrhe, Dubus utilise l'épisode biblique de la Genèse 19,1-29, qu'il représente dans le coin inférieur droit, caché sous une maçonnerie fragile et en lambeaux, pour guider le spectateur parmi diverses formes bizarres. Sa posture d'observation pourrait être qualifiée d'impressionniste. Dans cette œuvre, Dubus simule également en arrière-plan une paesina, c'est-à-dire une pierre de marbre qui semble représenter un paysage. L'artiste imite ainsi un morceau de nature qui imite la nature